# فرن الدست

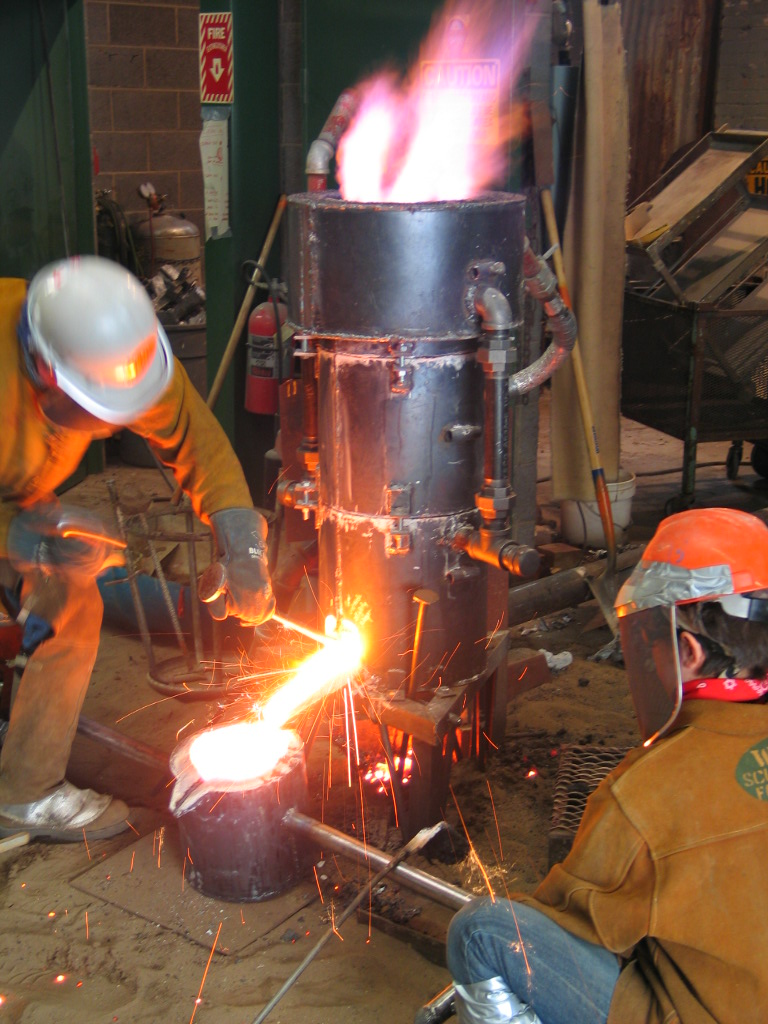
فرن الكيوبلا تحت الأستخدام

فرن الدَّسْت هو جهاز يستخدم في مصانع الصهر لتذويب الحديد والنحاس.